# Geme
Geme oder Gême ist eine Gemeinde im Norden Portugals.
Geme gehört zum Kreis Vila Verde im Distrikt Braga, besitzt eine Fläche von 1,6 km² und hat 521 Einwohner (Stand 19. April 2021).